# Adam Václav Michna z Otradovic
Adam Václav Michna z Otradovic (Jindřichův Hradec, 30 giugno 1600 – Jindřichův Hradec, 16 ottobre 1675) è stato un poeta e compositore ceco, anche organista e maestro del coro. Fu il più importante compositore ceco dell'età barocca, divenendo fonte d'ispirazione per gli artisti delle generazioni successive.

## Biografia
Adam Václav discendeva dalla nobile famiglia di musicisti dei Michna z Otradovic, originaria di Jindřichův Hradec nella Boemia Meridionale, pertanto godeva del titolo di cavaliere. Suo padre Michael era organista e trombettiere, strumento quest'ultimo prediletto da molti membri della famiglia. Negli anni 1620 l'accademia letteraria della città fu ripristinata dal cancelliere del regno di Boemia Vilém Slavata e ciò contribuì grandemente, insieme con le attività del Collegio dei gesuiti, fondato nel 1594, allo sviluppo della vita culturale della città. Adam Michna divenne il primo studente del Collegio, che frequentò nel 1611–1612 e poi al ginnasio nel 1615–1617. Nel XVII e XVIII secolo la Compagnia di Gesù ebbe una grande influenza sulla vita musicale nel Paese Ceco. Molte delle composizioni di Michna saranno stampate dai gesuiti di  Praga.
Poco si conosce della sua vita adulta. Divenne membro dell'Accademia letteraria; nel 1633 era organista e maestro del coro nella chiesa prepositurale di Jindřichův Hradec. Contribuì a innalzare il livello della vita musicale della città, di cui era un cittadino abbiente e rispettato; era anche proprietario di una locanda. Si sposò due volte, ma non si conosce una sua discendenza. Nel 1673 istituì una fondazione per l'istruzione dei musicisti poveri.

## Opere
Adam Michna fu prolifico, ma non tutta la sua produzione è giunta fino ai nostri giorni. Nelle tre raccolte ceche e nelle due raccolte latine sono presenti 230 composizioni. Si dedicò principalmente alla musica sacra. Le pagine più note sono quelle degli innari Česká mariánská muzika ("Musica mariana ceca"), Loutna česká ("Il liuto ceco") e Svatoroční muzika ("Musica per l'anno santo"). Fu influenzato dalla mistica di Santa Teresa d'Avila, ma anche dalla pietà popolare locale. Con le sue composizioni ingegnose e versatili, Michna è paragonabile per importanza al compositore tedesco Heinrich Schütz per la storia della musica ceca.
Fu autore di musica vocale e anche di musica vocale-strumentale per testi composti sempre da lui. Scrisse molti inni sacri in ceco, di cui alcuni sono ancora noti e popolari, come la canzone natalizia Vánoční noc ("La notte di Natale"), nota come Chtíc, aby spal, che ancor oggi si canta nel periodo natalizio nella Repubblica Ceca. È possibile che Michna avesse familiarità con le tecniche dei compositori del primo barocco italiano.

### Musica
La maggior parte dei suoi spartiti è stata pubblicata nell'Editio Bärenreiter di Praga (già Editio Supraphon).

#### Musica liturgica
La musica basata sui testi liturgici latini è melodicamente ricca, con ricorso alla polifonia e all'accompagnamento di ottoni (trombe, tromboni), archi e organo. Le parti vocali sono basate sul contrasto timbrico fra i solisti e il coro.
- Obsequium Marianum (1642)
- Officium vespertinum, Psalmi (1648)
- Magnificat I. toni (1654)
- Sacra et litaniae  – contenente 5 messe, 2 litanie, un Te Deum, e un Requiem
- Missa Sancti Wenceslai

#### Inni
Michna arrangiò canzoni omofoniche, sulla base di testi composti da lui:
- Česká mariánská muzyka (1647)
- Loutna česká (1653)
- Svatoroční muzyka (1661)

### Poesia
La poesia di Michna è basata sull'enfasi sulla sonorità e musicalità delle parole, sulle rime e su ricche frasi metaforiche. Le sue descrizioni sono molto vivide e comprendono le impressioni di tutti i sensi.  Fra i suoi temi preferiti c'è la lotta interiore nell'animo umano fra il bene e il male, che viene descritta con le amabili immagini del paradiso e con i terribili tormenti dell'inferno, ma anche con una specifica, nobile e filosofica introspezione (sebbene a volte ricorra anche al linguaggio colloquiale), che arricchisce all'occasione con un umorismo sobrio, che trae origine da una visione critica della società del suo tempo. Fra gli altri temi ricorrenti vi è la rappresentazione fantastica della natura. Fu il primo poeta ceco a creare il fenomeno della poesia spirituale-romantica.

## Registrazioni
- Sacra Et Litaniae à 5, 6, 7 & 8 Vocum Cum Instrumentis – Václav Smetáček, Josef Veselka, Symphonisches Orchester Des Rundfunks von Bratislava, Moravan, Schwann, 1966
- Missa à 7, Cantiones, Requiem – Capella Regia Musicalis, Robert Hugo; Studio Matouš, 1992
- Missa Sancti Wenceslai, Svatoroční Muzika – Capella Regia Musicalis, Robert Hugo; Popron Music, 1994
- Officium Vespertinum Capella Regia Musicalis, Robert Hugo; Arta Records, 2001
- The Czech Lute (Loutna česká) – Prague Chamber Choir, Musica Bohemica, Jaroslav Krček; Supraphon, 2002. Musica Pro Sancta Cecilia, 2008
- Messe de Saint-Wenceslas & Requiem - Chorale Franco-Allemande de Paris, Direction Bernard Lallement: Wild Palms Music, 2006. Pubblicato anche da Harmonia Mundi e BNL Productions nel 1992